# Hutfabrik Seeberger

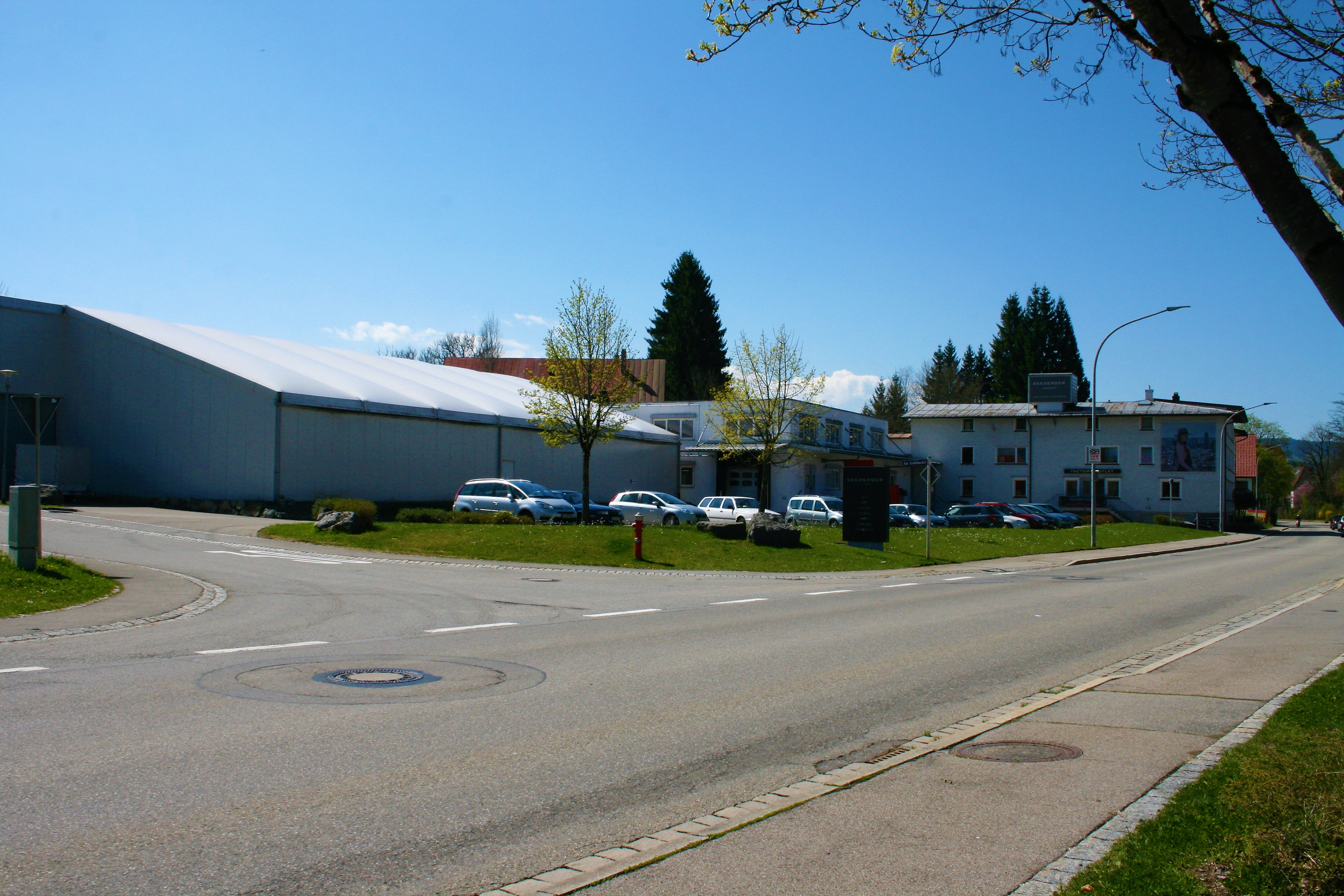
Hutfabrik Seeberger

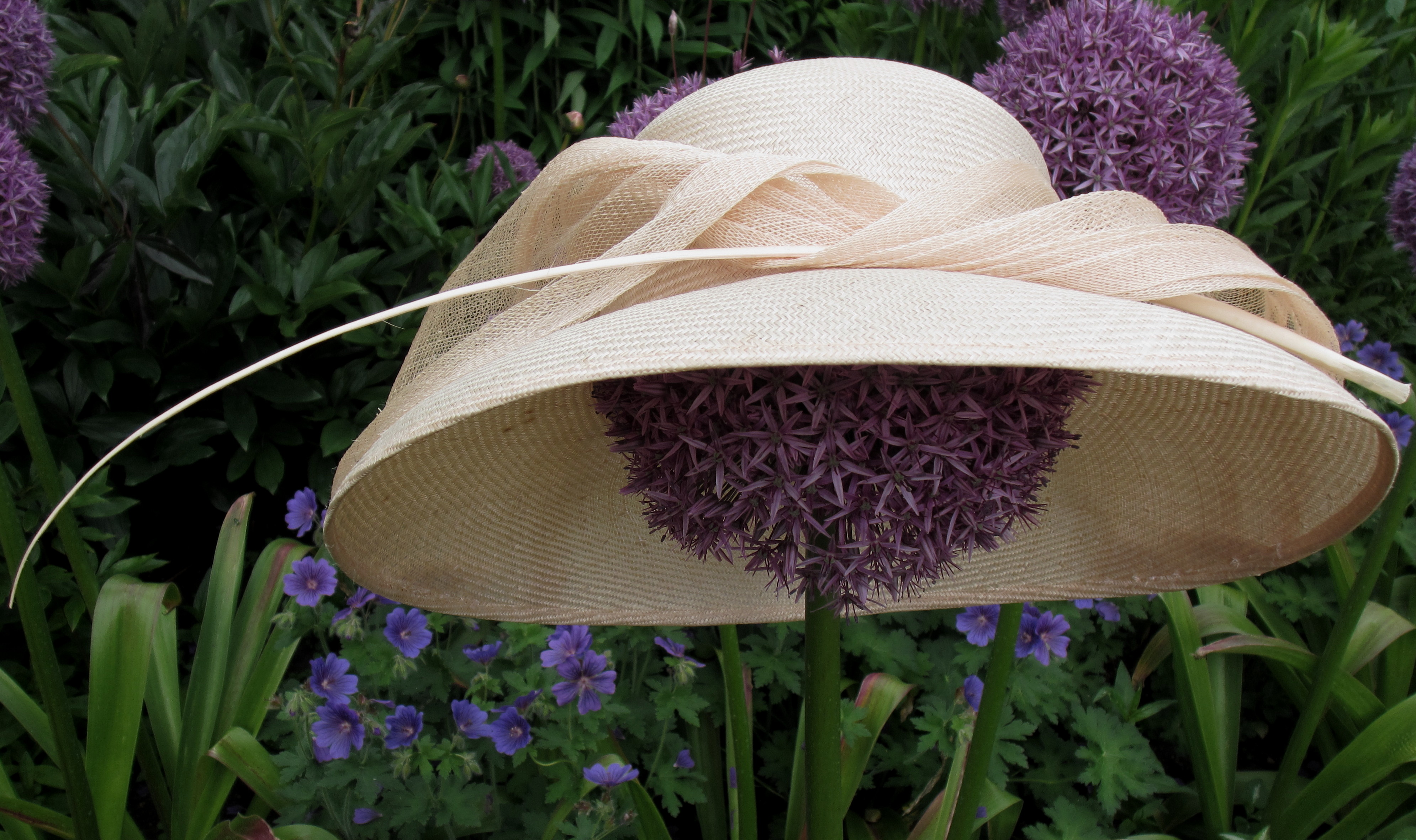
Seeberger-Damenhut, 2003

Die Hutfabrik Seeberger ist ein deutscher Hersteller von Kopfbedeckungen – vor allem von Hüten – mit Sitz in Weiler im Allgäu.

## Geschichte
Die Brüder Markus und Gottfried Seeberger gründeten 1890 die Hutfabrik in Weiler im Allgäu. Zunächst wurden nur Strohhüte für Männer produziert. Mit der zunehmenden modischen Popularität von Hüten um 1900, stieg auch das Sortiment und der Erfolg des Unternehmens. Ab 1935 wurden auch Hüte für Frauen gefertigt. Im Jahr 2000 baute das Unternehmen eine Versand- und Lagerhalle für den internationalen Markt.

## Gegenwart
Das Unternehmen beschäftigt heute rund 100 Mitarbeiter und verkauft seine Produkte in über 40 Länder. Aufgrund erhöhter Nachfrage wurde 2011 die Produktionsfläche durch eine zusätzliche Halle erweitert.